# Résultats détaillés des championnats du monde d'athlétisme 2007
Pour un article plus général, voir Championnats du monde d'athlétisme 2007.
| Courses: 100 m - 200 m - 400 m - 800 m - 1 500 m - 5 000 m - 10 000 m - Marathon Obstacles: 100 m haies - 110 m haies - 400 m haies - 3 000 m steeple Marche: 20 km - 50 km Sauts: Hauteur - Longueur - Triple saut - Perche Lancers: Javelot - Disque - Poids - Marteau Relais: 4 × 100 m - 4 × 400 m Epreuves combinées: Décathlon - Heptathlon Tableau des médailles - Légende |

## 100 m
| Rang | Pays                   | Athlète          | Temps        |
| ---- | ---------------------- | ---------------- | ------------ |
| 1    | États-Unis             | Tyson Gay        | 9 s 85       |
| 2    | Bahamas                | Derrick Atkins   | 9 s 91 (RN)  |
| 3    | Jamaïque               | Asafa Powell     | 9 s 96       |
| 4    | Nigeria                | Olusoji Fasuba   | 10 s 07 (SB) |
| 5    | Antilles néerlandaises | Churandy Martina | 10 s 08      |
| 6    | Royaume-Uni            | Marlon Devonish  | 10 s 14      |
| 7    | Slovénie               | Matic Osovnikar  | 10 s 23      |
| 8    | Trinité-et-Tobago      | Marc Burns       | 10 s 29      |

| Rang | Pays       | Athlète           | Temps        |
| ---- | ---------- | ----------------- | ------------ |
| 1    | Jamaïque   | Veronica Campbell | 11 s 01      |
| 2    | États-Unis | Lauryn Williams   | 11 s 01 (SB) |
| 3    | États-Unis | Carmelita Jeter   | 11 s 02 (PB) |
| 4    | États-Unis | Torri Edwards     | 11 s 05      |
| 5    | Belgique   | Kim Gevaert       | 11 s 05 (SB) |
| 6    | France     | Christine Arron   | 11 s 08      |
| 7    | Jamaïque   | Kerron Stewart    | 11 s 12      |
| 8    | Nigeria    | Oludamola Osayomi | 11 s 26      |

- Au terme d'une finale très dense, les cinq premières séparées par cinq centièmes de secondes, Veronica Campbell est déclarée championne du monde devant la championne en titre, Lauryn Williams. La décision tombe après plusieurs minutes de confusion, la lecture automatique du photo-finish, d'un côté seulement de l'arrivée, ayant dans un premier temps donné la victoire à Torri Edwards avec le temps de la véritable  gagnante. Celle-ci termine finalement au pied du podium, battue pour le bronze par Jeter.

## 200 m
| Rang | Pays                   | Athlète              | Temps        |
| ---- | ---------------------- | -------------------- | ------------ |
| 1    | États-Unis             | Tyson Gay            | 19 s 76 (RC) |
| 2    | Jamaïque               | Usain Bolt           | 19 s 91      |
| 3    | États-Unis             | Wallace Spearmon     | 20 s 05      |
| 4    | États-Unis             | Rodney Martin        | 20 s 06      |
| 5    | Antilles néerlandaises | Churandy Martina     | 20 s 28      |
| 6    | Jamaïque               | Marvin Anderson      | 20 s 28      |
| 7    | Jamaïque               | Christopher Williams | 20 s 57      |
| 8    | Grèce                  | Anastásios Goúsis    | 20 s 75      |

| Rang | Pays         | Athlète               | Temps        |
| ---- | ------------ | --------------------- | ------------ |
| 1    | États-Unis   | Allyson Felix         | 21 s 81 (WL) |
| 2    | Jamaïque     | Veronica Campbell     | 22 s 34 (SB) |
| 3    | Sri Lanka    | Susanthika Jayasinghe | 22 s 63      |
| 4    | États-Unis   | Torri Edwards         | 22 s 65      |
| 5    | États-Unis   | Sanya Richards        | 22 s 70      |
| 6    | Jamaïque     | Aleen Bailey          | 22 s 72      |
| 7    | États-Unis   | LaShauntea Moore      | 22 s 97      |
| 8    | Îles Caïmans | Cydonie Mothersill    | 23 s 08      |

## 400 m
| Rang | Pays       | Athlète           | Temps        |
| ---- | ---------- | ----------------- | ------------ |
| 1    | États-Unis | Jeremy Wariner    | 43 s 45 (WL) |
| 2    | États-Unis | LaShawn Merritt   | 43 s 96 (PB) |
| 3    | États-Unis | Angelo Taylor     | 44 s 32      |
| 4    | Bahamas    | Chris Brown       | 44 s 45 (NR) |
| 5    | France     | Leslie Djhone     | 44 s 59      |
| 6    | Canada     | Tyler Christopher | 44 s 71      |
| 7    | Suède      | Johan Wissman     | 44 s 72      |
| 8    | Bahamas    | Avard Moncur      | 45 s 40      |

| Rang | Pays        | Athlète            | Temps        |
| ---- | ----------- | ------------------ | ------------ |
| 1    | Royaume-Uni | Christine Ohuruogu | 49 s 61 (PB) |
| 2    | Royaume-Uni | Nicola Sanders     | 49 s 65 (PB) |
| 3    | Jamaïque    | Novlene Williams   | 49 s 66 (SB) |
| 4    | Mexique     | Ana Guevara        | 50 s 16 (SB) |
| 5    | États-Unis  | DeeDee Trotter     | 50 s 17      |
| 6    | Russie      | Natalya Antyukh    | 50 s 33      |
| 7    | Biélorussie | Ilona Usovich      | 50 s 54      |
| 8    | États-Unis  | Mary Wineberg      | 50 s 96      |

## 800 m
| Rang | Pays            | Athlète            | Performance   |
| ---- | --------------- | ------------------ | ------------- |
| 1    | Kenya           | Alfred Kirwa Yego  | 1 min 47 s 09 |
| 2    | Canada          | Gary Reed          | 1 min 47 s 10 |
| 3    | Russie          | Yuriy Borzakovskiy | 1 min 47 s 39 |
| 4    | Ouganda         | Abraham Chepkirwok | 1 min 47 s 41 |
| 5    | Kenya           | Wilfred Bungei     | 1 min 47 s 42 |
| 6    | Maroc           | Amine Laalou       | 1 min 47 s 45 |
| 7    | Afrique du Sud  | Mbulaeni Mulaudzi  | 1 min 47 s 52 |
| 8    | Arabie saoudite | Mohammed al-Salhi  | 1 min 47 s 58 |

| Rang | Pays        | Athlète            | Temps              |
| ---- | ----------- | ------------------ | ------------------ |
| 1    | Kenya       | Janeth Jepkosgei   | 1 min 56 s 04 (WL) |
| 2    | Maroc       | Hasna Benhassi     | 1 min 56 s 99      |
| 3    | Espagne     | Mayte Martínez     | 1 min 57 s 62 (PB) |
| 4    | Russie      | Olga Kotlyarova    | 1 min 58 s 22      |
| 5    | Slovénie    | Brigita Langerholc | 1 min 58 s 52      |
| 6    | Biélorussie | Sviatlana Usovich  | 1 min 58 s 92      |
| 7    | Russie      | Svetlana Klyuka    | 2 min 00 s 90      |
| -    | Mozambique  | Maria Mutola       | DNF                |

## 1 500 m
| Rang | Pays       | Athlète              | Temps              |
| ---- | ---------- | -------------------- | ------------------ |
| 1    | États-Unis | Bernard Lagat        | 3 min 34 s 77      |
| 2    | Bahreïn    | Rachid Ramzi         | 3 min 35 s 00 (SB) |
| 3    | Kenya      | Shedrack Kibet Korir | 3 min 35 s 04      |
| 4    | Kenya      | Asbel Kiprop         | 3 min 35 s 24 (PB) |
| 5    | Algérie    | Tarek Boukensa       | 3 min 35 s 26      |
| 6    | Algérie    | Antar Zerguelaïne    | 3 min 35 s 29      |
| 7    | Espagne    | Arturo Casado        | 3 min 35 s 62      |
| 8    | États-Unis | Alan Webb            | 3 min 35 s 69      |

| Rang | Pays     | Athlète                | Temps              |
| ---- | -------- | ---------------------- | ------------------ |
| 1    | Bahreïn  | Maryam Jamal           | 3 min 58 s 75 (SB) |
| 2    | Ukraine  | Iryna Lishchynska      | 4 min 00 s 69 (SB) |
| 3    | Bulgarie | Daniela Yordanova      | 4 min 00 s 82 (SB) |
| 4    | Maroc    | Mariem Alaoui Selsouli | 4 min 01 s 52 (PB) |
| 5    | Kenya    | Viola Kibiwot          | 4 min 02 s 10 (PB) |
| 6    | Namibie  | Agnes Samaria          | 4 min 07 s 61 (RN) |
| DSQ  | Russie   | Yuliya Fomenko         | 4 min 02 s 46      |
| DSQ  | Russie   | Yelena Soboleva        | 3 min 58 s 99      |

## 5 000 m
| Rang | Pays        | Athlète              | Performance    |
| ---- | ----------- | -------------------- | -------------- |
| 1    | États-Unis  | Bernard Lagat        | 13 min 45 s 87 |
| 2    | Kenya       | Eliud Kipchoge       | 13 min 46 s 00 |
| 3    | Ouganda     | Moses Ndiema Kipsiro | 13 min 46 s 75 |
| 4    | États-Unis  | Matthew Tegenkamp    | 13 min 46 s 78 |
| 5    | Éthiopie    | Tariku Bekele        | 13 min 47 s 33 |
| 6    | Royaume-Uni | Mohammed Farah       | 13 min 47 s 54 |
| 7    | Espagne     | Jesús España         | 13 min 50 s 55 |
| 8    | Éthiopie    | Abraham Cherkos      | 13 min 51 s 01 |

| Rang | Pays       | Athlète                   | Temps               |
| ---- | ---------- | ------------------------- | ------------------- |
| 1    | Éthiopie   | Meseret Defar             | 14 min 57 s 91      |
| 2    | Kenya      | Vivian Cheruiyot          | 14 min 58 s 50      |
| 3    | Kenya      | Priscah Jepleting Cherono | 14 min 59 s 21      |
| 4    | Kenya      | Sylvia Jebiwott Kibet     | 14 min 59 s 26 (PB) |
| 5    | Turquie    | Elvan Abeylegesse         | 15 min 00 s 88 (SB) |
| 6    | Éthiopie   | Meselech Melkamu          | 15 min 01 s 42      |
| 7    | États-Unis | Jennifer Rhines           | 15 min 03 s 09      |
| 8    | États-Unis | Shalane Flanagan          | 15 min 03 s 86      |

## 10 000 m
| Rang | Pays       | Athlète                     | Performance         |
| ---- | ---------- | --------------------------- | ------------------- |
| 1    | Éthiopie   | Kenenisa Bekele             | 27 min 05 s 90 (SB) |
| 2    | Éthiopie   | Sileshi Sihine              | 27 min 09 s 03      |
| 3    | Kenya      | Martin Mathathi             | 27 min 12 s 17      |
| 4    | Érythrée   | Zersenay Tadese             | 27 min 21 s 37      |
| 5    | Kenya      | Josephat Muchiri Ndambiri   | 27 min 31 s 41      |
| 6    | Éthiopie   | Gebre-egziabher Gebremariam | 27 min 44 s 58      |
| 7    | États-Unis | Abdihakem Abdirahman        | 27 min 56 s 62      |
| 8    | Kenya      | Josphat Kiprono Menjo       | 28 min 25 s 67      |

| Rang | Pays             | Athlète           | Temps               |
| ---- | ---------------- | ----------------- | ------------------- |
| 1    | Éthiopie         | Tirunesh Dibaba   | 31 min 55 s 41 (SB) |
| 2    | Turquie          | Elvan Abeylegesse | 31 min 59 s 40      |
| 3    | États-Unis       | Kara Goucher      | 32 min 02 s 05 (SB) |
| 4    | Royaume-Uni      | Joanne Pavey      | 32 min 03 s 81      |
| 5    | Nouvelle-Zélande | Kimberley Smith   | 32 min 06 s 89      |
| 6    | États-Unis       | Deena Kastor      | 32 min 24 s 58      |
| 7    | Éthiopie         | Ejegayehu Dibaba  | 32 min 30 s 44      |
| 8    | Kenya            | Philes Ongori     | 32 min 30 s 74      |

## Marathon
| Rang | Pays     | Athlète              | Temps                |
| ---- | -------- | -------------------- | -------------------- |
| 1    | Kenya    | Luke Kibet           | 2 h 15 min 59 s      |
| 2    | Qatar    | Mubarak Hassan Shami | 2 h 17 min 18 s      |
| 3    | Suisse   | Viktor Röthlin       | 2 h 17 min 25 s      |
| 4    | Érythrée | Yared Asmerom        | 2 h 17 min 41 s      |
| 5    | Japon    | Tsuyoshi Ogata       | 2 h 17 min 42 s (SB) |
| 6    | Japon    | Satoshi Osaki        | 2 h 18 min 06 s (SB) |
| 7    | Japon    | Toshinari Suwa       | 2 h 18 min 35 s (SB) |
| 8    | Kenya    | William Kiplagat     | 2 h 19 min 21 s      |

| Rang | Pays     | Athlète              | Temps           |
| ---- | -------- | -------------------- | --------------- |
| 1    | Kenya    | Catherine Ndereba    | 2 h 30 min 37 s |
| 2    | Chine    | Zhou Chunxiu         | 2 h 30 min 45 s |
| 3    | Japon    | Reiko Tosa           | 2 h 30 min 55 s |
| 4    | Chine    | Zhu Xiaolin          | 2 h 31 min 21 s |
| 5    | Roumanie | Lidia Simon          | 2 h 31 min 26 s |
| 6    | Japon    | Kiyoko Shimahara     | 2 h 31 min 40 s |
| 7    | Kenya    | Rita Jeptoo Sitienei | 2 h 32 min 03 s |
| 8    | Kenya    | Edith Masai          | 2 h 32 min 22 s |

- Le Japon, chez les hommes, et le Kénya, chez les femmes, remportent la Coupe du monde de marathon.

## 110 m haies/100 m haies
| Rang | Pays       | Athlète           | Temps        |
| ---- | ---------- | ----------------- | ------------ |
| 1    | Chine      | Liu Xiang         | 12 s 95      |
| 2    | États-Unis | Terrence Trammell | 12 s 99      |
| 3    | États-Unis | David Payne       | 13 s 02 (PB) |
| 4    | Cuba       | Dayron Robles     | 13 s 15      |
| 5    | Chine      | Shi Dongpeng      | 13 s 19 (PB) |
| 6    | Ukraine    | Serhiy Demydyuk   | 13 s 22 (RN) |
| 7    | Espagne    | Jackson Quiñónez  | 13 s 33 (RN) |
| 8    | Jamaïque   | Maurice Wignall   | 13 s 39      |

| Rang | Pays       | Athlète                | Temps        |
| ---- | ---------- | ---------------------- | ------------ |
| 1    | États-Unis | Michelle Perry         | 12 s 46      |
| 2    | Canada     | Perdita Felicien       | 12 s 49 (SB) |
| 3    | Jamaïque   | Delloreen Ennis-London | 12 s 50 (PB) |
| 4    | Suède      | Susanna Kallur         | 12 s 51 (PB) |
| 5    | États-Unis | Virginia Powell        | 12 s 55      |
| 6    | États-Unis | Lolo Jones             | 12 s 62      |
| 7    | Jamaïque   | Vonette Dixon          | 12 s 64 (PB) |
| 8    | Canada     | Angela Whyte           | 12 s 66      |

## 400 m haies
| Rang | Pays                   | Athlète            | Temps        |
| ---- | ---------------------- | ------------------ | ------------ |
| 1    | États-Unis             | Kerron Clement     | 47 s 61 (WL) |
| 2    | République dominicaine | Félix Sánchez      | 48 s 01 (SB) |
| 3    | Pologne                | Marek Plawgo       | 48 s 12 (RN) |
| 4    | États-Unis             | James Carter       | 48 s 40      |
| 5    | Jamaïque               | Danny McFarlane    | 48 s 59      |
| 6    | Grèce                  | Periklís Iakovákis | 49 s 25      |
| 7    | États-Unis             | Derrick Williams   | 52 s 97      |
| 8    | Canada                 | Adam Kunkel        | DNF          |

| Rang | Pays        | Athlète             | Temps        |
| ---- | ----------- | ------------------- | ------------ |
| 1    | Australie   | Jana Rawlinson      | 53 s 31 (SB) |
| 2    | Russie      | Yuliya Pechonkina   | 53 s 50 (SB) |
| 3    | Pologne     | Anna Jesień         | 53 s 92      |
| 4    | Jamaïque    | Nickiesha Wilson    | 54 s 10      |
| 5    | Chine       | Huang Xiaoxiao      | 54 s 15      |
| 6    | Russie      | Yevgeniya Isakova   | 54 s 50      |
| 7    | États-Unis  | Tiffany Williams    | 54 s 63      |
| 8    | Royaume-Uni | Tasha Danvers-Smith | 54 s 94      |

## 3 000 m steeple
| Rang | Pays    | Athlète               | Temps              |
| ---- | ------- | --------------------- | ------------------ |
| 1    | Kenya   | Brimin Kiprop Kipruto | 8 min 13 s 82      |
| 2    | Kenya   | Ezekiel Kemboi        | 8 min 16 s 94      |
| 3    | Kenya   | Kipkemboi Mateelong   | 8 min 17 s 59      |
| 4    | Suède   | Mustafa Mohamed       | 8 min 19 s 82      |
| 5    | France  | Bouabdellah Tahri     | 8 min 20 s 27      |
| 6    | Turquie | Halil Akkas           | 8 min 22 s 51      |
| 7    | Espagne | Eliseo Martín         | 8 min 22 s 91 (SB) |
| 8    | Bahreïn | Tareq Mubarak Taher   | 8 min 22 s 95      |

| Rang | Pays     | Athlète                   | Temps               |
| ---- | -------- | ------------------------- | ------------------- |
| 1    | Russie   | Yekaterina Volkova        | 9 min 06 s 57 (RC)  |
| 2    | Russie   | Tatyana Petrova Arkhipova | 9 min 09 s 19 (SB)  |
| 3    | Kenya    | Eunice Jepkorir           | 9 min 20 s 09       |
| 4    | Kenya    | Ruth Bisibori Nyangau     | 9 min 25 s 25 (RMJ) |
| 5    | France   | Sophie Duarte             | 9 min 27 s 51 (RN)  |
| 6    | Roumanie | Cristina Casandra         | 9 min 29 s 63       |
| 7    | Russie   | Goulnara Samitova-Galkina | 9 min 30 s 24       |
| 8    | Espagne  | Rosa Morató               | 9 min 36 s 84       |

## 20 km marche
| Rang | Pays      | Athlète                    | Performance     |
| ---- | --------- | -------------------------- | --------------- |
| 1    | Équateur  | Jefferson Pérez            | 1 h 22 min 20 s |
| 2    | Espagne   | Francisco Javier Fernández | 1 h 22 min 40 s |
| 3    | Tunisie   | Hatem Ghoula               | 1 h 22 min 40 s |
| 4    | Mexique   | Eder Sánchez               | 1 h 23 min 36 s |
| 5    | Italie    | Giorgio Rubino             | 1 h 23 min 39 s |
| 6    | Irlande   | Robert Heffernan           | 1 h 23 min 42 s |
| 7    | Australie | Luke Adams                 | 1 h 23 min 52 s |
| 8    | Norvège   | Erik Tysse                 | 1 h 24 min 10 s |

| Rang | Pays      | Athlète            | Temps           |
| ---- | --------- | ------------------ | --------------- |
| 1    | Russie    | Olga Kaniskina     | 1 h 30 min 09 s |
| 2    | Russie    | Tatyana Shemyakina | 1 h 30 min 42 s |
| 3    | Espagne   | María Vasco        | 1 h 30 min 47 s |
| 4    | Norvège   | Kjersti Plätzer    | 1 h 31 min 24 s |
| 5    | Portugal  | Susana Feitor      | 1 h 32 min 01 s |
| 6    | Roumanie  | Claudia Stef       | 1 h 32 min 47 s |
| 7    | Portugal  | Inês Henriques     | 1 h 33 min 06 s |
| 8    | Allemagne | Sabine Zimmer      | 1 h 33 min 23 s |

## 50 km marche
| Rang | Pays      | Athlète            | Temps                |
| ---- | --------- | ------------------ | -------------------- |
| 1    | Australie | Nathan Deakes      | 3 h 43 min 53 s (SB) |
| 2    | France    | Yohann Diniz       | 3 h 44 min 22 s (SB) |
| 3    | Italie    | Alex Schwazer      | 3 h 44 min 38 s      |
| 4    | Russie    | Denis Nizhegorodov | 3 h 46 min 57 s      |
| 5    | Norvège   | Erik Tysse         | 3 h 51 min 52 s (PB) |
| 6    | Espagne   | Mikel Odriozola    | 3 h 55 min 19 s (SB) |
| 7    | Chine     | Chao Sun           | 3 h 55 min 43 s      |
| 8    | Norvège   | Trond Nymark       | 3 h 57 min 22 s      |

## 4 × 100 m relais
| Rang | Pays        | Athlètes                                                             | Temps         |
| ---- | ----------- | -------------------------------------------------------------------- | ------------- |
| 1    | États-Unis  | Darvis Patton Wallace Spearmon Tyson Gay LeRoy Dixon                 | 37 s 78 (WL)  |
| 2    | Jamaïque    | Marvin Anderson Usain Bolt Nesta Carter Asafa Powell                 | 37 s 89 (RN)  |
| 3    | Royaume-Uni | Christian Malcolm Craig Pickering Marlon Devonish Mark Lewis-Francis | 37 s 90 (SB)  |
| 4    | Brésil      | Vicente de Lima Rafael Ribeiro Basílio de Morães Sandro Viana        | 37 s 99 (SB)  |
| 5    | Japon       | Naoki Tsukahara Shingo Suetsugu Shinji Takahira Nobuharu Asahara     | 38 s 03 (RAs) |
| 6    | Allemagne   | Ronny Ostwald Tobias Unger Alexander Kosenkow Julian Reus            | 38 s 62       |
|      | Pologne     | Michał Bielczyk Łukasz Chyła Marcin Jędrusiński Dariusz Kuć          | DNF           |
|      | Nigeria     | Obinna Metu Uche Isaac Chinedu Oriala Olusoji Fasuba                 | DNF           |

| Rang | Pays        | Athlètes                                                                     | Temps        |
| ---- | ----------- | ---------------------------------------------------------------------------- | ------------ |
| 1    | États-Unis  | Lauryn Williams Allyson Felix Mikele Barber Torri Edwards                    | 41 s 98 (WL) |
| 2    | Jamaïque    | Sheri-Ann Brooks Kerron Stewart Simone Facey Veronica Campbell               | 42 s 01 (SB) |
| 3    | Belgique    | Olivia Borlée Hanna Mariën Élodie Ouédraogo Kim Gevaert                      | 42 s 75 (RN) |
| 4    | Royaume-Uni | Laura Turner Montell Douglas Emily Freeman Joice Maduaka                     | 42 s 87      |
| 5    | Russie      | Ekaterina Grigorieva Natalia Rusakova Ioulia Gouchtchina Yevgeniya Polyakova | 42 s 97      |
| 6    | Biélorussie | Nastassia Shuliak Natallia Safronnikava Alena Neumiarzhitskaya Aksana Drahun | 43 s 37      |
| 7    | Allemagne   | Katja Wakan Cathleen Tschirch Johanna Kedzierski Verena Sailer               | 43 s 51      |
| 8    | Pologne     | Marta Jeschke Daria Korczynska Dorota Jedrusinska Ewelina Klocek             | 43 s 57      |

## 4 × 400 m relais
| Rang | Pays                   | Athlètes                                                           | Temps              |
| ---- | ---------------------- | ------------------------------------------------------------------ | ------------------ |
| 1    | États-Unis             | LaShawn Merritt Angelo Taylor Darold Williamson Jeremy Wariner     | 2 min 55 s 56 (WL) |
| 2    | Bahamas                | Avard Moncur Micheal Mathieu Andrae Williams Chris Brown           | 2 min 59 s 18 (SB) |
| 3    | Pologne                | Marek Plawgo Daniel Dąbrowski Marcin Marciniszyn Kacper Kozłowski  | 3 min 00 s 05 (SB) |
| 4    | Jamaïque               | Michael Blackwood Ricardo Chambers Leford Green Sanjay Ayre        | 3 min 00 s 76      |
| 5    | Russie                 | Maksim Dyldin Vladislav Frolov Konstantin Svechkar Denis Alekseyev | 3 min 01 s 62      |
| 6    | Royaume-Uni            | Andrew Steele Robert Tobin Richard Buck Martyn Rooney              | 3 min 02 s 94      |
| 7    | République dominicaine | Félix Sánchez Yoel Tapia Carlos Santa Arismendy Peguero            | 3 min 03 s 56      |
| 8    | Allemagne              | Ingo Schultz Simon Kirch Kamghe Gaba Bastian Swillims              | 3 min 07 s 40      |

| Rang | Pays        | Athlètes                                                               | Temps              |
| ---- | ----------- | ---------------------------------------------------------------------- | ------------------ |
| 1    | États-Unis  | DeeDee Trotter Allyson Felix Mary Wineberg Sanya Richards              | 3 min 18 s 55 (WL) |
| 2    | Jamaïque    | Shericka Williams Shereefa Lloyd Davita Prendagast Novlene Williams    | 3 min 19 s 73      |
| 3    | Royaume-Uni | Christine Ohuruogu Marilyn Okoro Lee McConnell Nicola Sanders          | 3 min 20 s 04 (RN) |
| 4    | Russie      | Lyudmila Litvinova Natalya Nazarova Tatyana Veshkurova Natalya Antyukh | 3 min 20 s 25 (SB) |
| 5    | Biélorussie | Yulianna Yuschanka Iryna Khliustava Ilona Usovich Sviatlana Usovich    | 3 min 21 s 88 (RN) |
| 6    | Pologne     | Zuzanna Radecka Grazyna Prokopek Ewelina Setowska-Drick Anna Jesień    | 3 min 26 s 49      |
| 7    | Cuba        | Aymeé Martínez Daimí Pernía Zulia Calatayud Indira Terrero             | 3 min 27 s 05      |
| 8    | Mexique     | Zudikey Rodriguez Gabriela Medina Nallely Vela Ana Guevara             | 3 min 29 s 14      |

- Les États-Unis remportent les quatre relais, exploit jamais réalisé aux championnats du monde.

## Saut en hauteur
| Rang | Pays      | Athlète          | Hauteur         |
| ---- | --------- | ---------------- | --------------- |
| 1    | Bahamas   | Donald Thomas    | 2,35 m (WL)     |
| 2    | Russie    | Yaroslav Rybakov | 2,35 m (WL)     |
| 3    | Chypre    | Kyriákos Ioánnou | 2,35 m (WL, RN) |
| 4    | Suède     | Stefan Holm      | 2,33 m          |
| 5    | Tchéquie  | Tomáš Janků      | 2,30 m (SB)     |
| 5    | Cuba      | Victor Moya      | 2,30 m          |
| 7    | Allemagne | Eike Onnen       | 2,26 m          |
| 8    | Tchéquie  | Jaroslav Bába    | 2,26 m          |

| Rang | Pays       | Athlète               | Hauteur      |
| ---- | ---------- | --------------------- | ------------ |
| 1    | Croatie    | Blanka Vlašić         | 2,05 m       |
| 2    | Italie     | Antonietta Di Martino | 2,03 m (RN=) |
| 2    | Russie     | Anna Tchitcherova     | 2,03 m (PB)  |
| 4    | Russie     | Yelena Slesarenko     | 2,00 m       |
| 5    | Russie     | Yekaterina Savtchenko | 2,00 m (PB)  |
| 6    | Espagne    | Ruth Beitia           | 1,97 m       |
| 7    | Kazakhstan | Marina Aitova         | 1,94 m       |
| 7    | Suède      | Kajsa Bergqvist       | 1,94 m       |
| 7    | Suède      | Emma Green            | 1,94 m       |
| 7    | Ukraine    | Vita Palamar          | 1,94 m       |
| 7    | France     | Melanie Skotnik       | 1,94 m       |

## Saut en longueur
| Rang | Pays            | Athlète                | Distance     |
| ---- | --------------- | ---------------------- | ------------ |
| 1    | Panama          | Irving Saladino        | 8,57 m (RAm) |
| 2    | Italie          | Andrew Howe            | 8,47 m (RN)  |
| 3    | États-Unis      | Dwight Phillips        | 8,30 m       |
| 4    | Ukraine         | Oleksiy Lukashevych    | 8,25 m (SB)  |
| 5    | Afrique du Sud  | Godfrey Mokoena        | 8,19 m       |
| 6    | Jamaïque        | James Beckford         | 8,17 m       |
| 7    | Sénégal         | Ndiss Kaba Badji       | 8,01 m       |
| 8    | Arabie saoudite | Ahmed Faiz Bin Marzouq | 7,98 m       |

| Rang | Pays       | Athlète             | Distance    |
| ---- | ---------- | ------------------- | ----------- |
| 1    | Russie     | Tatyana Lebedeva    | 7,03 m      |
| 2    | Russie     | Lyudmila Kolchanova | 6,92 m      |
| 3    | Russie     | Tatyana Kotova      | 6,90 m (SB) |
| 4    | Portugal   | Naide Gomes         | 6,87 m      |
| 5    | Allemagne  | Bianca Kappler      | 6,81 m      |
| 6    | Brésil     | Maurren Maggi       | 6,80 m      |
| 7    | Brésil     | Keila Costa         | 6,69 m      |
| 8    | États-Unis | Brittney Reese      | 6,60 m      |

## Triple saut
| Rang | Pays        | Athlète            | Distance     |
| ---- | ----------- | ------------------ | ------------ |
| 1    | Portugal    | Nelson Évora       | 17,74 m (RN) |
| 2    | Brésil      | Jadel Gregório     | 17,59 m      |
| 3    | États-Unis  | Walter Davis       | 17,33 m (SB) |
| 4    | Cuba        | Osniel Tosca       | 17,32 m      |
| 5    | États-Unis  | Aarik Wilson       | 17,31 m      |
| 6    | Royaume-Uni | Phillips Idowu     | 17,09 m      |
| 7    | Cuba        | Arnie David Giralt | 16,91 m      |
| 8    | Suisse      | Alexander Martínez | 16,85 m      |

| Rang | Pays     | Athlète            | Distance     |
| ---- | -------- | ------------------ | ------------ |
| 1    | Cuba     | Yargelis Savigne   | 15,28 m (WL) |
| 2    | Russie   | Tatyana Lebedeva   | 15,07 m      |
| 3    | Grèce    | Chrysopiyí Devetzí | 15,04 m      |
| 4    | Russie   | Anna Pyatykh       | 14,88 m (SB) |
| 5    | Slovénie | Marija Šestak      | 14,72 m      |
| 6    | Italie   | Magdelin Martinez  | 14,71 m (SB) |
| 7    | Ukraine  | Olha Saladuha      | 14,60 m      |
| 8    | Chine    | Xie Limei          | 14,50 m      |

## Saut à la perche
| Rang | Pays       | Athlète            | Hauteur     |
| ---- | ---------- | ------------------ | ----------- |
| 1    | États-Unis | Brad Walker        | 5,86 m      |
| 2    | France     | Romain Mesnil      | 5,86 m (SB) |
| 3    | Allemagne  | Danny Ecker        | 5,81 m      |
| 4    | Russie     | Igor Pavlov        | 5,81 m (PB) |
| 5    | Allemagne  | Björn Otto         | 5,81 m      |
| 6    | Russie     | Evgeniy Lukyanenko | 5,81 m (PB) |
| 7    | Israël     | Aleksandr Averbukh | 5,81 m (SB) |
| 8    | Allemagne  | Tim Lobinger       | 5,81 m      |

| Rang | Pays     | Athlète             | Hauteur     |
| ---- | -------- | ------------------- | ----------- |
| 1    | Russie   | Yelena Isinbayeva   | 4,80 m      |
| 2    | Tchéquie | Kateřina Baďurová   | 4,75 m (RN) |
| 3    | Russie   | Svetlana Feofanova  | 4,75 m      |
| 4    | Pologne  | Monika Pyrek        | 4,75 m (PB) |
| 5    | France   | Vanessa Boslak      | 4,70 m (RN) |
| 6    | Brésil   | Fabiana Murer       | 4,65 m (SB) |
| 6    | Russie   | Yuliya Golubchikova | 4,65 m      |
| 8    | Pologne  | Anna Rogowska       | 4,60 m (SB) |

## Lancer du javelot
| Rang | Pays           | Athlète                | Distance     |
| ---- | -------------- | ---------------------- | ------------ |
| 1    | Finlande       | Tero Pitkämäki         | 90,33 m      |
| 2    | Norvège        | Andreas Thorkildsen    | 88,61 m      |
| 3    | États-Unis     | Breaux Greer           | 86,21 m      |
| 4    | Lettonie       | Vadims Vasilevskis     | 85,19 m      |
| 5    | Russie         | Alexandr Ivanov        | 85,18 m      |
| 6    | Afrique du Sud | John Robert Oosthuizen | 84,52 m (PB) |
| 7    | Pologne        | Igor Janik             | 83,38 m (PB) |
| 8    | Finlande       | Tero Järvenpää         | 82,10 m      |

| Rang | Pays      | Athlète             | Distance     |
| ---- | --------- | ------------------- | ------------ |
| 1    | Tchéquie  | Barbora Špotáková   | 67,07 m (RN) |
| 2    | Allemagne | Christina Obergföll | 66,46 m      |
| 3    | Allemagne | Steffi Nerius       | 64,42 m      |
| 4    | Tchéquie  | Nikola Brejchová    | 63,73 m      |
| 5    | Grèce     | Sávva Líka          | 63,13 m (PB) |
| 6    | Cuba      | Sonia Bisset        | 61,74 m      |
| 7    | Russie    | Mariya Abakumova    | 61,43 m      |
| 8    | Allemagne | Linda Stahl         | 61,03 m      |

## Lancer du disque
| Rang | Pays      | Athlète               | Distance |
| ---- | --------- | --------------------- | -------- |
| 1    | Estonie   | Gerd Kanter           | 68,94 m  |
| 2    | Allemagne | Robert Harting        | 66,68 m  |
| 3    | Pays-Bas  | Rutger Smith          | 66,42 m  |
| 4    | Lituanie  | Virgilijus Alekna     | 65,24 m  |
| 5    | Hongrie   | Gábor Máté            | 64,71 m  |
| 6    | Égypte    | Omar Ahmed El-Ghazaly | 64,58 m  |
| 7    | Iran      | Ehsan Hadadi          | 64,53 m  |
| 8    | Estonie   | Aleksander Tammert    | 64,33 m  |

| Rang | Pays      | Athlète                 | Distance     |
| ---- | --------- | ----------------------- | ------------ |
| 1    | Allemagne | Franka Dietzsch         | 66,61 m      |
| 2    | Cuba      | Yarelis Barrios         | 63,90 m (PB) |
| 3    | Roumanie  | Nicoleta Grasu          | 63,40 m      |
| 4    | Chine     | Sun Taifeng             | 63,22 m      |
| 5    | Ukraine   | Olena Antonova          | 62,41 m (SB) |
| 6    | Pologne   | Joanna Wisniewska       | 61,35 m      |
| 7    | Ukraine   | Natalya Fokina-Semenova | 61,17 m      |
| DSQ  | Russie    | Darya Pishchalnikova    | 65,78 m (PB) |

## Lancer du poids
| Rang | Pays        | Athlète           | Distance     |
| ---- | ----------- | ----------------- | ------------ |
| 1    | États-Unis  | Reese Hoffa       | 22,04 m      |
| 2    | États-Unis  | Adam Nelson       | 21,61 m (SB) |
| 3    | Pays-Bas    | Rutger Smith      | 21,13 m      |
| 4    | Pologne     | Tomasz Majewski   | 20,87 m (PB) |
| 5    | Slovénie    | Miran Vodovnik    | 20,67 m (SB) |
| 6    | Allemagne   | Ralf Bartels      | 20,45 m      |
| 7    | Biélorussie | Yury Bialou       | 20,34 m      |
| DSQ  | Biélorussie | Andrei Mikhnevich |              |

| Rang | Pays                     | Athlète         | Distance         |
| ---- | ------------------------ | --------------- | ---------------- |
| 1    | Nouvelle-Zélande         | Valerie Vili    | 20,54 m (WL, RO) |
| 2    | Biélorussie disqualified | 20,48 m (SB)    |                  |
| 3    | Allemagne                | Nadine Kleinert | 19,77 m (SB)     |
| 4    | Chine                    | Li Ling         | 19,38 m (PB)     |
| 5    | Allemagne                | Petra Lammert   | 19,33 m          |
| 6    | Chine                    | Li Meiju        | 18,83 m          |
| 7    | Chine                    | Gong Lijiao     | 18,66 m          |
| 8    | Italie                   | Chiara Rosa     | 18,39 m          |

- Reese Hoffa domine toute la compétition, signant les quatre meilleurs lancers de la finale. Le champion en titre Adam Nelson n'a que deux essais valables, ses deux premiers. Rutger Smith termine au pied du podium pour quelques centimètres alors que le Danois Joachim Olsen sur le podium à Athènes termine à un décevant dernier rang de cette finale, sans lancer valide.
- Nadezhda Ostapchuk mène devant Vili grâce un premier jet à 20,04 m. Pressée par Nadine Kleinert qui s'améliore au fil du concours et devient dangereuse pour la médaille d'argent, la Néo-Zélandaise réalise un dernier essai à 20,54 m, synonyme de record continental, qui suffit pour remporter le titre malgré un dernier lancer de Ostapchuk à 20,48 m.
- Troisième titre mondial pour Vili après celui obtenu aux championnats du monde espoirs en 2001 et aux championnats du monde junior en 2002.

## Lancer du marteau
| Rang | Pays        | Athlète            | Distance     |
| ---- | ----------- | ------------------ | ------------ |
| 1    | Biélorussie | Ivan Tsikhan       | 83,63 m (WL) |
| 2    | Slovénie    | Primož Kozmus      | 82,29 m      |
| 3    | Slovaquie   | Libor Charfreitag  | 81,60 m (SB) |
| 4    | Biélorussie | Vadim Devyatovskiy | 81,57 m      |
| 5    | Hongrie     | Krisztián Pars     | 80,93 m      |
| 6    | Japon       | Koji Murofushi     | 80,46 m (SB) |
| 7    | Pologne     | Szymon Ziółkowski  | 80,09 m      |
| 8    | Allemagne   | Markus Esser       | 79,66 m      |

| Rang | Pays      | Athlète            | Distance |
| ---- | --------- | ------------------ | -------- |
| 1    | Allemagne | Betty Heidler      | 74,76 m  |
| 2    | Cuba      | Yipsi Moreno       | 74,74 m  |
| 3    | Chine     | Zhang Wenxiu       | 74,39 m  |
| 4    | Pologne   | Kamila Skolimowska | 73,75 m  |
| 5    | Russie    | Yelena Konevtseva  | 72,45 m  |
| 6    | Irlande   | Eileen O'Keeffe    | 70,93 m  |
| 7    | Italie    | Clarissa Claretti  | 70,74 m  |
| 8    | France    | Manuela Montebrun  | 70,36 m  |

## Épreuves combinées
| Rang | Pays       | Athlète         | Points         |
| ---- | ---------- | --------------- | -------------- |
| 1    | Tchéquie   | Roman Šebrle    | 8 676 pts      |
| 2    | Jamaïque   | Maurice Smith   | 8 644 pts (RN) |
| 3    | Kazakhstan | Dmitriy Karpov  | 8 586 pts (SB) |
| 4    | Russie     | Aleksey Drozdov | 8 475 pts (PB) |
| 5    | Allemagne  | André Niklaus   | 8 371 pts (PB) |
| 6    | Russie     | Aleksey Sysoyev | 8 357 pts (PB) |
| 7    | France     | Romain Barras   | 8 262 pts      |
| 8    | Cuba       | Yordani García  | 8 257 pts (RN) |

| Rang | Pays        | Athlète            | Points             |
| ---- | ----------- | ------------------ | ------------------ |
| 1    | Suède       | Carolina Klüft     | 7 032 pts (WL, RE) |
| 2    | Ukraine     | Lyudmila Blonska   | 6 832 pts (RN)     |
| 3    | Royaume-Uni | Kelly Sotherton    | 6 510 pts (SB)     |
| 4    | Royaume-Uni | Jessica Ennis      | 6 469 pts (PB)     |
| 5    | Allemagne   | Lilli Schwarzkopf  | 6 439 pts (PB)     |
| 6    | Lituanie    | Austra Skujytė     | 6 380 pts (SB)     |
| 7    | Allemagne   | Jennifer Oeser     | 6 378 pts (PB)     |
| 8    | Ukraine     | Nataliya Dobrynska | 6 327 pts (SB)     |

- Carolina Klüft remporte son troisième titre consécutif et bat le record d'Europe précédemment détenu par la Soviétique Larisa Turchinskaya.

## Légende
- RM : Record du monde
- RMJ : Record du monde junior
- RC : Record des championnats
- RN : Record national
- RAf : Record d'Afrique
- RAm : Record des Amériques
- RAs : Record d'Asie
- RE : Record d'Europe
- RO : Record d'Océanie
- WL : Leader mondial actuel (saison 2007)
- PB : Record personnel
- SB : Record de la saison
- DSQ : Disqualifié
- DNF : Abandon